# Cryptandra myriantha
Cryptandra myriantha är en brakvedsväxtart som beskrevs av Friedrich Ludwig Diels. Cryptandra myriantha ingår i släktet Cryptandra och familjen brakvedsväxter. Inga underarter finns listade i Catalogue of Life.